# Wang Nan (judoka)
Wang Nan (chiń. 王男; ur. 15 grudnia 1970) – chiński judoka. Olimpijczyk z Barcelony 1992, gdzie zajął trzynaste miejsce w kategorii 86 kg.
Odpadł w 1/4 na mistrzostwach świata w 1989. Brązowy medalista igrzysk Azji Wschodniej w 1993 roku. 

## Letnie Igrzyska Olimpijskie 1992
| Konkurencja  | Walki                     | Walki                | Walki                | Klas. końcowa |
| Konkurencja  | 1/16                      | 1/8                  | Repasaże             | Miejsce       |
| ------------ | ------------------------- | -------------------- | -------------------- | ------------- |
| waga średnia | Dżambalyn Ganbold (MGL) W | Nicolas Gill (CAN) P | Ben Spijkers (NED) P | XIII          |